# Арсенал (женский футбольный клуб, Тула)
«Арсенал» — российский женский футбольный клуб из города Тула, входящий в структуру футбольного клуба «Арсенал». Обладатель 3-го места в МРО «Центр» в розыгрыше Первой женской лиги 2023.

## История
8 августа 2021 года прошел первый просмотр в команду девочек 2007—2009 годов рождения. 17 ноября 2021 года ЖФК «Арсенал» возглавила Екатерина Кищенко. Уже 9 декабря того же года были проведены первые товарищеские матчи с участием ЖФК «Арсенал». В обоих играх соперницами были сверстницы из Черни. Тогда тулячки одержали 2 победы. С 22 по 23 декабря 2021 года ЖФК «Арсенал» принял участие в «Чемпионате Тульской области по мини-футболу среди команд девушек/девочек», где занял последнее 3 место. После турнира Екатерина Кищенко в интервью клубной пресс-службе заявила, что положительно оценила работу своих подопечных в прошедших матчах и турнирные задачи перед командой не ставились. С весны 2022 года команда участвует в турнирах «ЮФЛ-девушки». Результат в сезоне ЮФЛ-девушки 2022 - 8 место из 8-ми в группе Г-Д, в сезоне 2023 - 13 место из 16-ти в группе Б.
В сезоне 2023 клуб впервые принял участие в розыгрыше Первой лиги, где на Предварительном этапе занял 3-е место из 7-ми в зоне Центр. Клуб в двух отборочных раундах одержал три победы в восьми матчах, лучшим бомбардиром сезона стала Яна Дроботухина (5 мячей). Сезон Первой лиги 2024 в зоне Центр для Арсенала стал провальным — команда заняла последнее 6-е место, проиграв все 10 отборочных матчей (с одним техническим поражением) и забив всего два мяча.

## Достижения
командные
Первая лига России по футболу среди женщин
- 3-е место в зоне Центр: 2023

матчевые
Первая лига
- самая крупная победа: 4:1 (в матче «Академия футбола имени Ю.П. Сёмина» (Орёл)—«Арсенал», 12 августа 2023)
- самое крупное поражение: 1:11 (в матче «Арсенал»—«Академия футбола» (Тамбов), 14 августа 2024)

Личные
- лучший бомбардир: Яна Дроботухина (5 мячей — на момент окончания сезона 2024)

## Игроки
| № |             | Поз. | Имя                  | Год рождения |
| - | ----------- | ---- | -------------------- | ------------ |
|   | Флаг России |      | Анна-Мария Бозбей    |              |
|   | Флаг России |      | Дарья Вихрева        |              |
|   | Флаг России |      | Алина Гвоздик        |              |
|   | Флаг России |      | Ангелина Громова     |              |
|   | Флаг России |      | Елена Дьячкова       |              |
|   | Флаг России |      | Вероника Есипова     |              |
|   | Флаг России |      | Елизавета Киус       |              |
|   | Флаг России |      | Елизавета Ковалькова |              |
|   | Флаг России |      | Анастасия Колоколова |              |
|   | Флаг России |      | Екатерина Кольцова   |              |
|   | Флаг России |      | Екатерина Кочубей    |              |

| № |             | Поз. | Имя                  | Год рождения |
| - | ----------- | ---- | -------------------- | ------------ |
|   | Флаг России |      | Ольга Кузина         |              |
|   | Флаг России |      | Софья Кузина         |              |
|   | Флаг России |      | Диана Миронова       |              |
|   | Флаг России |      | Софья Паршукова      |              |
|   | Флаг России |      | Елизавета Плотникова |              |
|   | Флаг России |      | Кира Сергеева        |              |
|   | Флаг России |      | Валерия Толкачева    |              |
|   | Флаг России |      | Екатерина Третьякова |              |
|   | Флаг России |      | Екатерина Трофимова  |              |
|   | Флаг России |      | Елизавета Царева     |              |
|   | Флаг России |      | Анастасия Шалыгина   |              |

Тренерский штаб
- Александр Икаев — главный тренер
- Елизавета Плотникова — тренер
- Людмила Королева — мед.персонал

## Статистика выступлений
без учёта мячей забитых в сериях послематчевых пенальти
с учётом технических результатов

| Сезон             | Чемпионат России  | Чемпионат России                 | Чемпионат России                 | Чемпионат России  | Чемпионат России | Чемпионат России | Чемпионат России | Чемпионат России | Чемпионат России | Чемпионат России | Чемпионат России | Чемпионат России | Бомбардиры | Источники   |  |
| Сезон             | Лига              | Этап                             | Этап                             | Место             | И                | В                | Н                | П                | МЗ               | МП               | РМ               | О                | Бомбардиры | Источники   |  |
| ----------------- | ----------------- | -------------------------------- | -------------------------------- | ----------------- | ---------------- | ---------------- | ---------------- | ---------------- | ---------------- | ---------------- | ---------------- | ---------------- | --- | ----------- |  |
| 2023              | Первая лига       | Предварительный этап, зона Центр | Предварительный этап, группа Б   | 2 из 3            | 4                | 2                | 0                | 2                | 6                | 7                | -1               | 6                | Яна Дроботухина - 5 Дарья Вихрева - 2 Виктория Мустафина - 2 (1 с пен.) Ангелина Громова - 1 Екатерина Трофимова - 1 | [ 7 ]       |  |
| 2023              | Первая лига       | Предварительный этап, зона Центр | Финальный этап (1-4 места)       | 3 из 7            | 4                | 1                | 0                | 3                | 5                | 16               | -11              | 3                | Яна Дроботухина - 5 Дарья Вихрева - 2 Виктория Мустафина - 2 (1 с пен.) Ангелина Громова - 1 Екатерина Трофимова - 1 | [ 7 ]       |  |
| 2023              | Первая лига       | Первая лига 2023 (Итог)          | Первая лига 2023 (Итог)          | 3 из 7            | 8                | 3                | 0                | 5                | 11               | 23               | -12              | 9                | Яна Дроботухина - 5 Дарья Вихрева - 2 Виктория Мустафина - 2 (1 с пен.) Ангелина Громова - 1 Екатерина Трофимова - 1 | [ 7 ]       |  |
| 2024              | Первая лига       | Предварительный этап, зона Центр | Предварительный этап, зона Центр | 6 из 6            | 10               | 0                | 0                | 10               | 2                | 51               | -49              | 0                | Валерия Толкачева - 1 Елизавета Ковалькова - 1                                                                       | [ 8 ] [ 9 ] |  |
| Итого за 2 сезона | Итого за 2 сезона | Итого за 2 сезона                | Итого за 2 сезона                | Итого за 2 сезона | 18               | 3                | 0                | 15               | 13               | 74               | -61              |                  | |             |  |

1. ↑  в сезоне 2023 (Предварительный этап) статистика дана по фактически сыгранным матчам — в комментариях даны показатели, учитывавшие в официальной статистике результаты матчей Предварительного этапа с командой, которая также вышла в Финальный этап зоны Центр за 1-4 места из группы Б (БГСК Спартак)